# MCS (mode)
Cet article concerne la marque de vêtement. Pour les autres significations, voir Marlboro (homonymie).
MCS Marlboro Classics est une marque de vêtements créée en 1974 par le pilote de formule 1 italien Andrea De Adamich. La marque s'appelait alors Marlboro Leisure Wear. En 1984 elle change de nom pour devenir Marlboro Classics jusqu'en 2009,.
La société appartenait au groupe italien Marzotto SpA par leur société Valentino Fashion Group,. L'entreprise était basée à Valdagno en Vénétie. Depuis septembre 2015, la société a déménagé son siège à Mestre, et fait partie du groupe britannique Emerisque.
Le marketing de la marque repose sur le mythe de l'Ouest américain.
Depuis avril 2018, la société Central Way, basée à Paris, est devenue le licencié officiel de la marque en France. 